# L'Ermite (Nesterov)
L'Ermite (en russe : Пустынник) est un tableau du peintre symboliste russe Mikhaïl Nesterov. Sa première version est créée en 1888. Un an plus tard, en 1889, le peintre revient sur le sujet, créant une image de dimensions plus importantes et d'une composition plus étendue. C'est le premier tableau de Nesterov à figurer dans la collection de la galerie Tretiakov à Moscou.

## Histoire
C'est aussi le premier tableau significatif révélant l'originalité de l'œuvre de Nesterov. Le sujet n'est pas nouveau et a été traité par de nombreux artistes, tant de tendance académique, que par des peintres Ambulants. Nesterov a été le premier à poétiser ces hommes qui abandonnaient la passion du monde pour trouver leur bonheur dans la solitude et le silence de la nature.
Le héros de Nesterov est inspiré de la littérature russe et de ses figures emblématiques telles que le Père Pimène dans Boris Godounov de Pouchkine ou le Starets Zosime, dans Les Frères Karamazov de Fiodor Dostoïevski. Nesterov peint son ermite à partir des traits du père Gordeï, moine de la Laure de la Trinité-Saint-Serge, dont il admire le sourire d'enfant et les yeux brillants d'une bonté infinie.

## Description
L'ermite est représenté, marchant le long de la rive d'un plan d'eau dont les bords sont couverts d'arbres clairsemés. Le paysage est dépourvu de signes extérieurs voyants. Il est gris et maigre dans sa nudité du début de l'hiver, mais d'une poésie pénétrante. Un épicéa rabougri, des grappes de viorne, voilà les héros de Nesterov. Il les traite comme des êtres vivants. L'ermite est profondément relié à cette nature qui l'entoure. Il est vêtu de vêtements monastiques et de simples chaussures russes et est appuyé sur une canne. C'est un moine d'un âge avancé, à la longue barbe grise. Son visage exprime la paix intérieure et la force. Nesterov a choisi comme modèle un homme simple qui ne connaît pas les dilemmes de la philosophie moderne, basant sa vision du monde sur une foi presque enfantine. La présentation du clergé au sein d'une nature immaculée souligne sa sincérité, sa simplicité et son bonheur, découlant de son mode de vie. Le calme du paysage, accentué par les couleurs utilisées (prédominance du gris), se marie harmonieusement avec le calme intérieur de l'ermite. La rusticité du paysage est soulignée par l'apparition en haut à droite de baies de viorne.

## Appréciation
Dans la couleur gris brunâtre du tableau, l'influence des Ambulants se ressent encore, mais c'est malgré tout déjà le monde de la Sainte Russie qui se révèle chez Nesterov.